# Konstantinos IX Monomachos
Konstantinos IX Monomachos, Latinh hóa thành Constantinus IX Monomachus (tiếng Hy Lạp: Κωνσταντίνος Θ΄ Μονομάχος, Kōnstantinos IX Monomakhos; 1000 – 1055), là Hoàng đế Đông La Mã trị vì từ ngày 11 tháng 6 năm 1042 đến ngày 11 tháng 1, 1055. Ông được Hoàng hậu Zoe chọn làm chồng và đồng hoàng đế vào năm 1042, dù từng bị trục xuất vì âm mưu chống lại người chồng trước của bà là Hoàng đế Mikhael IV Paphlagon. Họ trị vì cùng nhau cho đến khi Zoe qua đời vào năm 1050.

## Thiếu thời

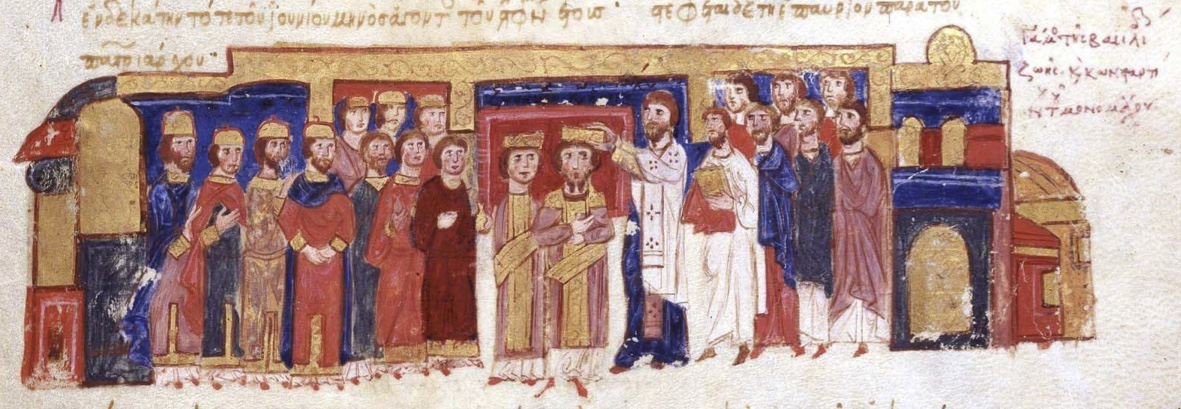
Tiểu họa mô tả cảnh Konstantinos Monomachos đăng quang ngôi vị hoàng đế, trích từ cuốn biên niên sử Madrid Skylitzes.

Konstantinos Monomachos là con trai của Theodosios Monomachos, một trọng thần dưới thời Basil II và Konstantinos VIII. Đôi lúc Theodosios hay bị nghi ngờ có mưu đồ phản nghịch nên sự nghiệp của con trai ông cũng thua thiệt theo đó. Địa vị của Konstantinos chỉ được cải thiện sau khi ông kết hôn với người vợ thứ hai là cháu của Hoàng đế Romanos III Argyros. Được Hoàng hậu Zoe để ý, Konstantinos đã bị người chồng thứ hai của bà là Mikhael IV ra lệnh đày đến thành Mytilene trên đảo Lesbos. Cái chết của Mikhael IV và việc lật đổ Mikhael V vào năm 1042 mới làm ông trở về từ nơi lưu đày và được triều đình bổ nhiệm làm pháp quan tại Hy Lạp. Tuy nhiên, trước khi bắt đầu đi nhậm chức, Konstantinos được triệu tập đến Constantinopolis, nơi mà các mối quan hệ mong manh giữa những người kế vị Mikhael V là hoàng hậu Zoe và Theodora đã tan vỡ. Sau hai tháng gia tăng mâu thuẫn giữa đôi bên, Zoe quyết định tìm kiếm một người chồng mới, qua đó hy vọng ngăn chặn cô em gái của bà tăng cường uy quyền trong triều. Sau khi người đầu tiên mà bà chọn đã thể hiện sự khinh miệt đối với hoàng hậu, và người thứ hai mà bà chọn thì chết bất đắc kỳ tử, Zoe nhớ lại vẻ đẹp trai và tao nhã của Konstantinos. Cặp đôi này đã kết hôn vào ngày 11 tháng 6 năm 1042, không có sự tham gia của Thượng phụ Alexios I thành Constantinopolis, vì ông đã từ chối làm lễ qua một cuộc hôn nhân thứ ba (cho cả hai vợ chồng). Vào ngày hôm sau Konstantinos đã chính thức lên ngôi Hoàng đế cùng với Zoe và cô em gái Theodora.

## Triều đại

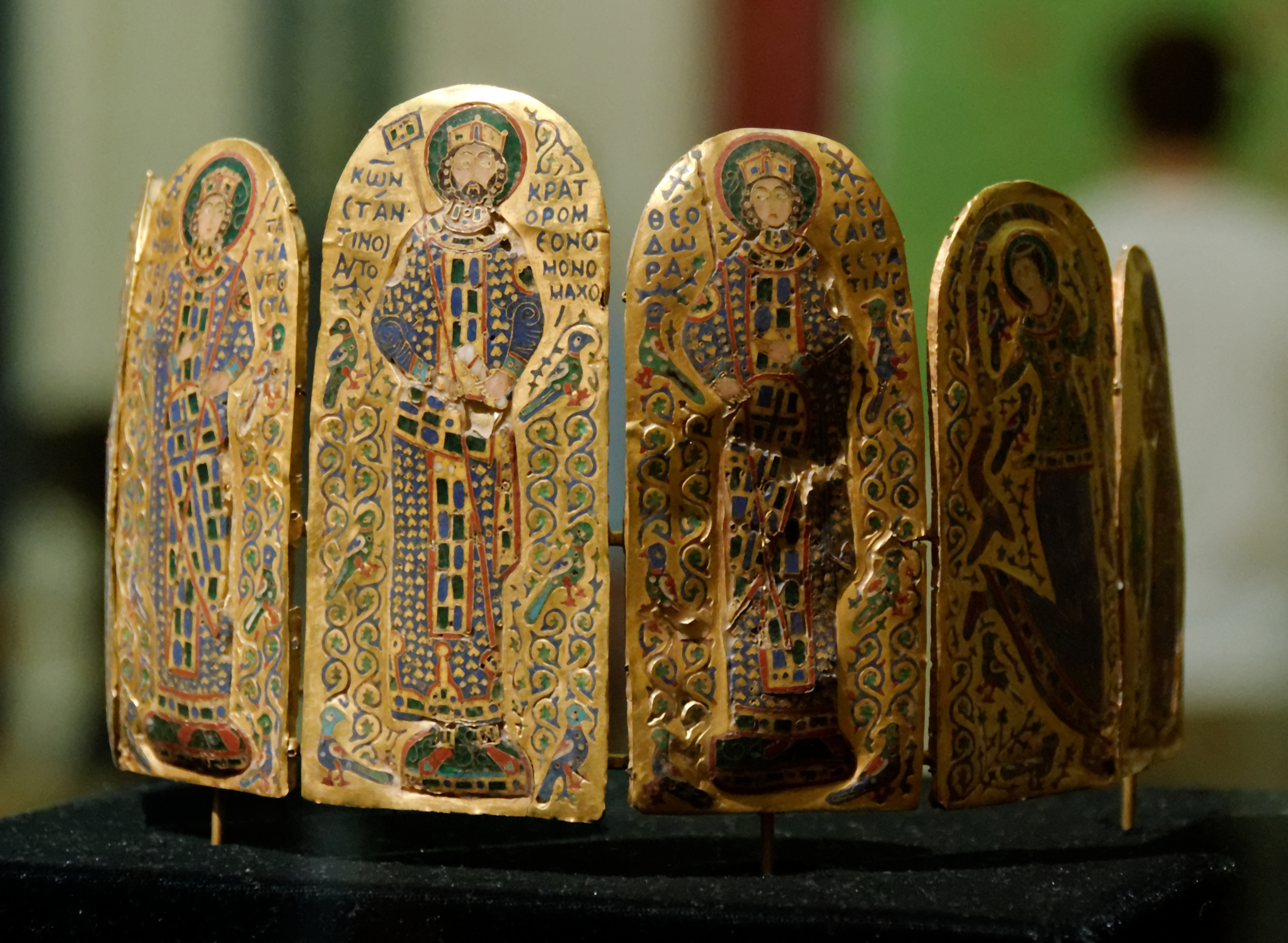
Vương miện của Konstantinos IX khoảng năm 1042.

Konstantinos tiếp tục cuộc thanh trừng được tiến hành bởi Zoe và Theodora nhằm loại bỏ những kẻ thân tín của Mikhael V ra khỏi triều đình. Vị Hoàng đế có niềm hứng khởi và hay thiên về những vụ bạo lực mưu phản. Ông bị ảnh hưởng nặng nề bởi người tình của mình là Maria Skleraina, cô cháu gái của bà vợ thứ hai và họ hàng của Maria. Tháng 8 năm 1042, dưới ảnh hưởng của gia tộc Skleroi, hoàng đế cho thuyên chuyển chức vụ tư lệnh ở Ý của Tướng George Maniakes, khiến ông này nổi loạn, tự xưng đế vào tháng 9 cùng năm. Ông điều quân của mình vào khu vực Balkan và sắp sửa đánh bại quân đội của Konstantinos trong trận chiến, nhưng cuối cùng bị thương và tử trận nơi sa trường, kết thúc cuộc khủng hoảng vào năm 1043.
Ngay sau khi chiến thắng, Konstantinos lại phải đối mặt với cuộc tấn công trên biển từ Rus Kiev; "khó mà chối cãi rằng một phân đội của Rus đã tham gia vào cuộc nổi loạn Maniakes". Họ cũng bị đánh bại với sự giúp đỡ từ ngọn lửa Hy Lạp. Konstantinos liền gả cô con gái của mình là Anastasia cho vị Thân vương tương lai Vsevolod I của Kiev, đứa con cưng của Yaroslav I Thông thái với Ingegerd Olofsdotter.
Ân sủng của Konstantinos IX với Maria Skleraina trong những năm đầu triều đại của ông làm lây lan lời đồn rằng cô đang lên kế hoạch mưu sát Zoe và Theodora. Điều này dẫn đến một cuộc tổng nổi dậy của các cư dân thành Constantinopolis vào năm 1044, gây nguy hại thực sự đến tính mạng của Konstantinos đang tham dự một đám rước tôn giáo dọc theo đường phố Constantinopolis. Đám đông chỉ dịu lại chỉ khi Zoe và Theodora xuất hiện trên ban công cung điện, trấn an mọi người rằng họ chưa gặp bất kỳ nguy cơ ám sát nào cả.

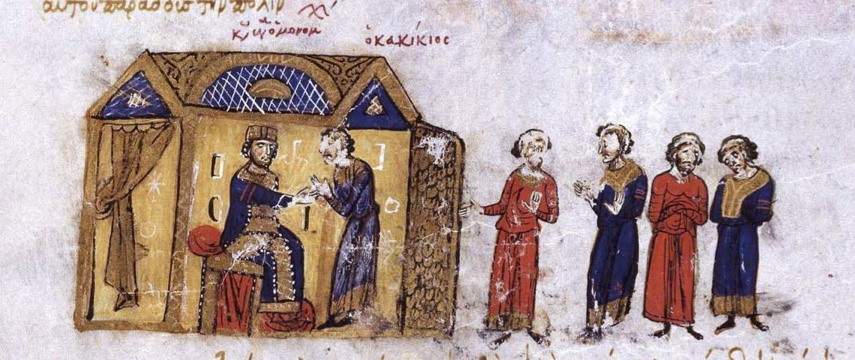
Vua Gagik II của Armenia đầu hàng Konstantinos Monomachos. Tiểu họa từ cuốn biên niên sử Madrid Skylitzes.

Năm 1045, Konstantinos cho sáp nhập vương quốc Ani Armenia, theo một hiệp ước giữa vua John Smbat và Basil II, nhưng việc mở rộng này chỉ làm tăng thêm những kẻ thù mới cho đế chế. Năm 1046, Đông La Mã đã có cuộc tiếp xúc lần đầu tiên với người Thổ Seljuk. Họ gặp nhau trong trận chiến ở Armenia vào năm 1048 và kết thúc với một hòa ước vào năm sau. Ngay cả khi các nhà lãnh đạo Seljuk đã sẵn sàng tuân thủ hòa ước, đồng minh Turcoman ngang bướng của họ đã ít nhiều cho thấy sự không tự kiềm chế được. Vì vậy mà Konstantinos đã làm yếu đi thực lực của quân đội Đông La Mã về sau sẽ dẫn đến thất bại thảm hại của họ trong trận Manzikert vào năm 1071. Konstantinos cũng bắt đầu đàn áp Giáo hội Armenia, cố gắng buộc nó hợp nhất với Giáo hội Chính Thống giáo.

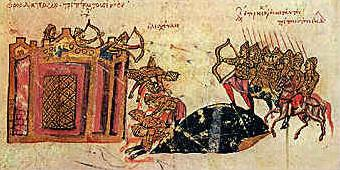
Leo Tornikios tấn công thành Constantinople, theo biên niên sử của Skylitzes.

Năm 1047, Konstantinos đã phải đối mặt với cuộc nổi loạn của đứa cháu Leo Tornikios ở Adrianople. Tornikios được sự ủng hộ tại hầu hết xứ Thracia và tốn công vô ích để chiếm Constantinopolis. Buộc phải rút lui, Tornikios thất bại trong cuộc vây hãm khác và bị bắt khi đang trốn thoát. Cuộc nổi loạn đã làm suy yếu sức đề kháng của Đông La Mã tại khu vực Balkan, vùng này còn bị người Pecheneg đột kích vào năm 1048 và tiếp tục cướp bóc thêm năm năm nữa. Những nỗ lực của hoàng đế nhằm kiềm chế kẻ thù thông qua ngoại giao chỉ làm tình hình càng thêm trầm trọng, các nhà lãnh đạo Pecheneg thù địch cứ gây xung đột trên lãnh thổ Đông La Mã và người dân Pecheneg lại được phép sống ở khu định cư nhỏ gọn tại vùng Balkan, khiến triều đình khó mà dẹp yên cuộc nổi loạn của họ. Đối mặt với khó khăn như vậy, Konstantinos đành phải đi tìm sự hỗ trợ của Vương quốc Hungary.
Ở trong nước, Konstantinos còn phải tìm cách củng cố ngôi vị của mình bằng cách biệt đãi giới quý tộc (dynatoi), cấp giấy miễn trừ thuế hào phóng với những điền chủ và chức sắc lớn. Tương tự như vậy, ông dường như còn trông cậy vào hệ thống pronoia, một loại hợp đồng phong kiến Đông La Mã, theo đó thì những khoảnh đất (hoặc doanh thu thuế từ nó) được cấp cho các cá nhân cụ thể để đổi lấy đóng góp và duy trì lực lượng quân sự. Cả hai phương cách này dần dần làm tổn hại đến hiệu quả của nhà nước và đóng góp vào sự phát triển của cuộc khủng hoảng đã nhấn chìm Byzantium vào nửa sau của thế kỷ thứ 11.
Vào năm 1054 sự khác biệt hàng thế kỷ giữa Giáo hội Hy Lạp và La Mã đã dẫn đến cuộc ly giáo cuối cùng. Viên sứ thần của Giáo hoàng Leo IX đã rút phép thông công của Thượng phụ Constantinople Michael Keroularios khi Keroularios không đồng ý hành lễ theo Giáo hội phương Tây, mà ngược lại Keroularios còn rút phép thông công sứ thần của Giáo hoàng. Điều này đã phá hoại những nỗ lực của Konstantinos nhằm trở thành đồng minh với Giáo hoàng để chống lại người Norman, mà họ đã lợi dụng sự biến mất của Maniakes để nhảy vào tiếp quản miền Nam nước Ý.
Konstantinos cố gắng can thiệp nội tình, nhưng chưa kịp làm gì thì ông đã ngã bệnh và qua đời vào ngày 11 tháng 1 năm sau. Mặc dù hoàng đế được sự thuyết phục của hội đồng hoàng gia, chủ yếu là logothetes tou dromou John, bỏ qua quyền lợi của Theodora và truyền lại ngôi vị cho doux của Bulgaria là Nikephoros Proteuon, trưởng nữ của Konstantinos VIII, Theodora từng trị vì cùng với người chị của bà là Zoe kể từ năm 1042, được triều thần rước khỏi chốn thiền viện và trở về làm hoàng hậu.
Nhìn chung, triều đại của Konstantinos IX là một thảm họa cho Đế quốc Đông La Mã, đặc biệt, sự yếu kém quân sự mà ông chịu trách nhiệm chính chủ yếu góp phần vào việc để mất Tiểu Á tiếp theo vào tay người Thổ sau trận chiến Manzikert năm 1071.

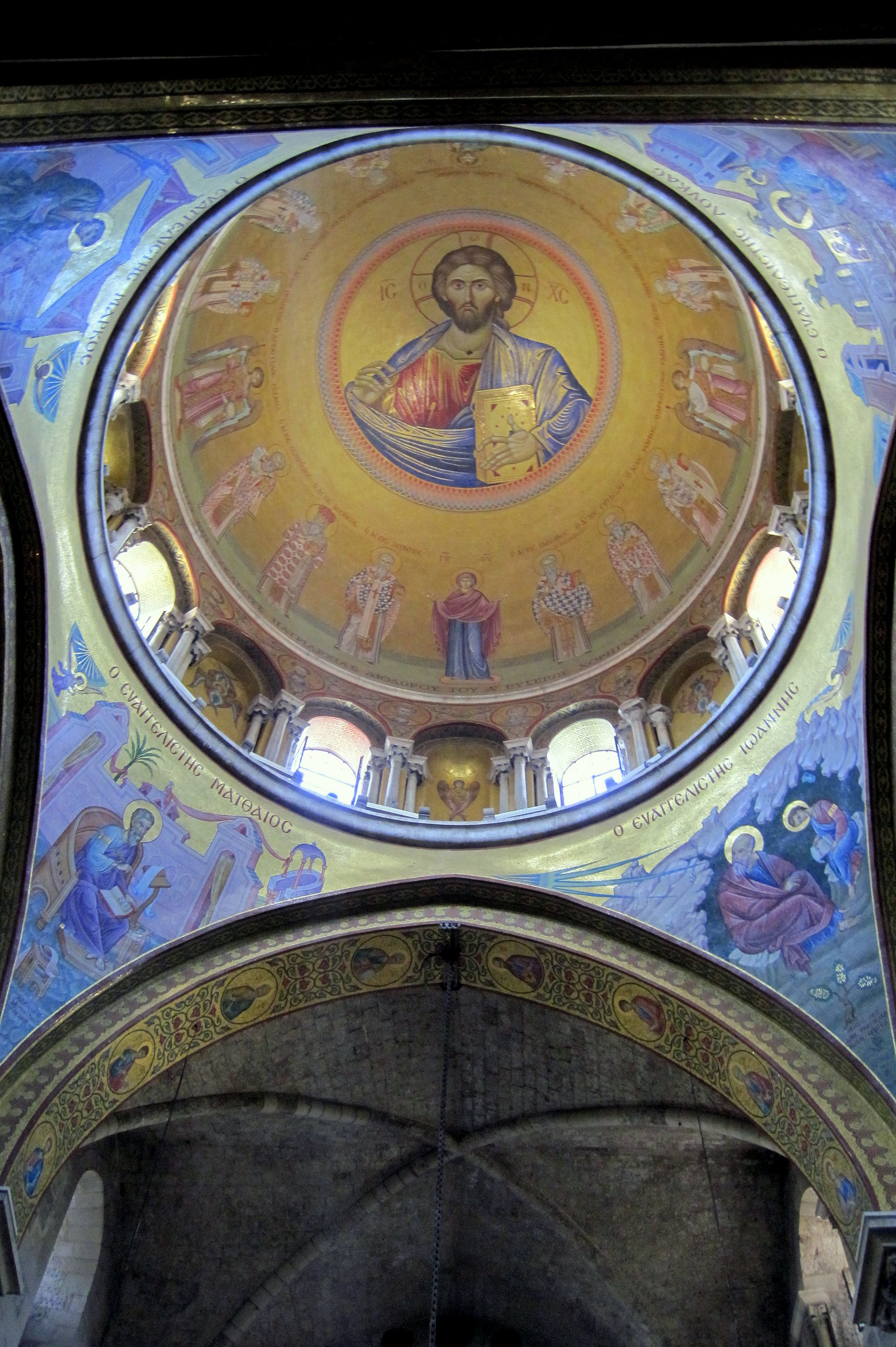
Mái vòm Nhà thờ Mộ Thánh tại Jerusalem.

## Kiến trúc và nghệ thuật
Konstantinos IX là một nhà bảo trợ nghệ thuật và văn học, và trong suốt triều đại của ông các trường đại học ở Constantinopolis đã mở rộng các chương trình pháp lý và triết học. Giới văn nhân tại triều đình bao gồm nhà triết học và sử học Michael Psellos mà bộ sử biên niên Chronographia của ông có ghi chép về lịch sử triều đại của Konstantinos. Psellos đã để lại một đoạn mô tả thể trạng của Konstantinos trong bộ Chronographia của mình: "ông "hồng hào như mặt trời, ngoại trừ toàn ngực và xuống đến đôi chân của mình... [được] tô điểm bởi toàn một màu trắng tinh khiết nhất, với độ chính xác tinh tế. Hồi còn trai tráng, trước khi tay chân ông mất đi tính rắn rỏi của chúng, bất cứ ai nhìn ông một lúc lâu có vẻ như đầu của ông hướng tới ánh nắng mặt trời trong niềm vinh quang của nó, tràn đầy sự rạng rỡ đó và mái tóc của ông hứng lấy những tia nắng mặt trời, trong khi phần còn lại của cơ thể mình thì ông đã có thể nhìn thấy các tinh thể tinh khiết nhất và mờ nhất."
Ngay sau khi lên nối ngôi vào năm 1042, Konstantinos IX đã sửa soạn về việc khôi phục lại Nhà thờ Mộ Thánh tại Jerusalem, vốn đã bị phá hủy đáng kể vào năm 1009 bởi Caliph al-Hakim bi-Amr Allah và một trận động đất lớn vào năm 1033. Được sự cho phép từ một hiệp ước với con trai của al-Hakim là Ali az-Zahir và Hoàng đế Đông La Mã Romanos III, do vậy Konstantinos IX là người cuối cùng tài trợ phục dựng nhà thờ và cơ sở Kitô giáo khác tại Đất Thánh. Công việc tái thiết diễn ra dưới triều đại của Caliph Ma'ad al-Mustansir Billah.

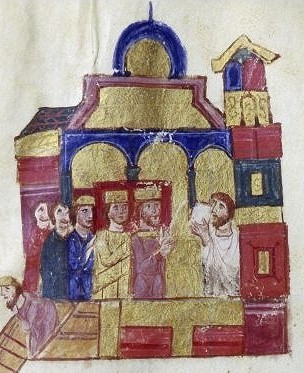
Tiểu họa mô tả cảnh đám cưới của Konstantin và Zoe từ cuốn biên niên sử Scylitzes.

## Gia đình
Konstantinos Monomachos đã kết hôn ba lần:
1. với một người vợ không rõ danh tính.
2. với Helena Skleraina, con gái của Basil Skleros, chắt của Bardas Skleros, và cháu gái của Hoàng đế Romanos III.
3. với Hoàng hậu Zoe

Sau cái chết của người vợ thứ hai, Konstantinos đã bắt cặp với người em họ đầu tiên của bà là Maria Skleraina làm nhân tình của mình. Vào lúc Konstantinos mất vào tháng 1 năm 1055, hoàng đế còn có một người tình khác là một cô "công chúa Alan" nào đó, có thể là Irene, con gái của hoàng tử Demetrios nhà Bagrationi xứ Gruzia.
Ông không có con với người vợ đầu tiên của mình hoặc với Zoe già cả. Ông có với cả Helena hay Maria Sklerina một cô con gái tên là Anastasia, được gả cho Vsevolod I của Kiev vào năm 1046. Cái tên Monomachos trong gia đình của Konstantinos ("một người chiến đấu một mình") được thừa hưởng từ đứa cháu trai người Kiev của ông là Vladimir Monomakh II.

### Chính yếu
- Michael Psellus, Fourteen Byzantine Rulers, trans. E.R.A. Sewter (Penguin, 1966). ISBN 0-14-044169-7

### Thứ yếu
- Kazhdan, Alexander, biên tập (1991), Oxford Dictionary of Byzantium, Oxford University Press, ISBN 978-0-19-504652-6
- Norwich, John Julius (1993), Byzantium: The Apogee, Penguin, ISBN 0-14-011448-3
- Canduci, Alexander (2010), Triumph & Tragedy: The Rise and Fall of Rome's Immortal Emperors, Pier 9, ISBN 978-1-74196-598-8
- Treadgold, Warren T. (1997), A History of the Byzantine State and Society, Stanford, CA: Stanford University Press, ISBN 0-8047-2630-2
- Michael Angold, The Byzantine empire 1025–1204 (Longman, 2nd edition, 1997). ISBN 0-582-29468-1
- Jonathan Harris, Constantinople: Capital of Byzantium (Hambledon/Continuum, 2007). ISBN 978-1-84725-179-4
- George Finlay, History of the Byzantine Empire from 716 – 1057, William Blackwood & Sons, 1853